# Hydropus liciosae
Hydropus liciosae är en svampart som beskrevs av Contu & Robich 1998. Hydropus liciosae ingår i släktet Hydropus och familjen Marasmiaceae.   Inga underarter finns listade i Catalogue of Life.